# Campionato italiano di hockey su ghiaccio 1970-1971
Il Campionato italiano di hockey su ghiaccio 1970-71 è stata la 37ª edizione della manifestazione.

## Serie A

### Formazioni
Dalle quattro formazioni iscritte negli ultimi campionati le squadre salgono a sei: non vi sono più i Diavoli Milano mentre, a SG Cortina, HC Gardena e HC Bolzano si aggiungono tre formazioni venete: Alleghe Hockey, Asiago Hockey ed HC Auronzo.

### Campionato

#### Classifica
La Sportivi Ghiaccio Cortina vince il suo dodicesimo scudetto.

Formazione Campione d'Italia: Enrico Benedetti – Paolo Bernardi – Silvio Bernardi – Franco Costantini – Giulio Costantini – Alberto Da Rin – Gianfranco Da Rin – Renato Franceschi – Bruno Frison – Bruno Ghedina – Antonio Huber – Mario Lacedelli – Renato Lacedelli – Giuseppe Lorenzi – Giovanni Mastel – Lorenzo Menardi – Fabio Polloni – Ruggero Savaris – Jack Siemon – Giulio Verocai.